# Stade Fadil Vokrri
Le stade Fadil Vokrri (en albanais : Stadiumi Fadil Vokrri) est le stade de l'équipe nationale du Kosovo et du club du FC Pristina. 
Il se trouve au centre de la ville de Pristina, à côté du Palais de la jeunesse, de la culture et des sports.

## Histoire
Autrefois le stade était appelé stade de Pristina, avant d'être renommé à la suite de la mort du premier président de la fédération kosovare Fadil Vokrri. 
Il est rénové en 2017 grâce à l'admission du Kosovo à l'UEFA et par la FIFA ainsi que pour les matchs  de l'équipe en ligue des nations. Le Kosovo dispute son 1er match dans le stade entièrement rénové le 11 septembre 2018 contre les Iles Féroé. 
Le stade est utilisé par le KF Ballkani pour disputer ses matches de phases de groupe de Ligue Europa Conférence en raison de l'inéligibilité de son Suva Reka City Stadium pour accueillir de tels matches.

## Événements
- Finales de la Coupe du Kosovo de football
- Ligue des Nations 2018
- Qualifications Euro 2020